# Physeteroidea
I Fiseteroidei (Physeteroidea Gray, 1868) sono una superfamiglia che comprende tre specie esistenti di cetacei: il capodoglio (Physeter macrocephalus), il cogia di de Blainville (Kogia breviceps) e il cogia di Owen (K. sima). In passato questi generi venivano talvolta riuniti in un'unica famiglia, i Fiseteridi (Physeteridae), con le due specie di Kogia collocate nella sottofamiglia dei Kogini (Kogiinae); tuttavia, la pratica recente è quella di assegnare il genere Kogia ad una famiglia a sé, i Kogidi (Kogiidae), lasciando i Fiseteridi come famiglia monotipica, sebbene siano noti ulteriori rappresentanti fossili di entrambe le famiglie.

## Descrizione

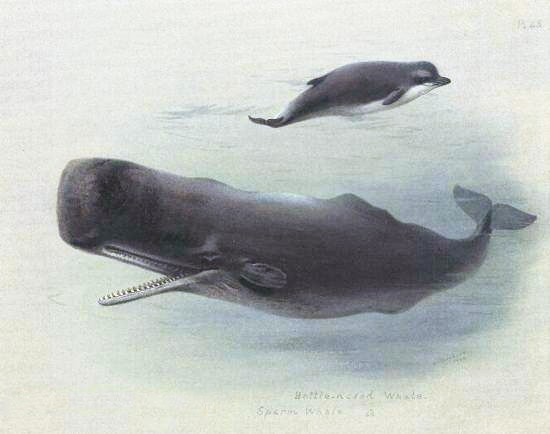
Un capodoglio e un iperodonte.

Il capodoglio è il rappresentante più grande degli odontoceti: i maschi adulti possono raggiungere una lunghezza di 15-18 metri e un peso di 45-70 tonnellate. Le due specie di cogia, invece, sono molto più piccole: misurano 2,5-3,5 metri di lunghezza e pesano 350-500 chilogrammi.
I Fiseteroidei hanno corpo compatto e robusto, con pinne a forma di pagaia. La mandibola è sempre relativamente piccola e sottile rispetto alla mascella superiore. Le ossa nasali di questi cetacei sono marcatamente asimmetriche, con lo sfiatatoio situato sul lato sinistro della testa; nel capodoglio è vicino alla sommità della testa, mentre nei cogia è situato più in avanti. Tutte le specie hanno un gran numero di denti simili e relativamente semplici. Nei cogia, e talvolta anche nel capodoglio, i denti della mascella superiore non erompono dalla gengiva, e talvolta sono del tutto assenti.
Gli occhi dei Fiseteroidei non sono in grado di ruotare nelle orbite e possiedono solo una camera anteriore vestigiale. Probabilmente, per questi animali, l'ecolocalizzazione è un senso molto più importante della vista.
Un'altra caratteristica comune a queste specie è lo spermaceti, una sostanza bianca cerosa semiliquida che riempie la «cassa» o organo dello spermaceti all'interno della testa, che nel capodoglio svolge un ruolo fondamentale nella produzione e nella manipolazione direzionale dei click mirati utilizzati per l'ecolocalizzazione. Tutte e tre le specie si immergono a grandi profondità alla ricerca del cibo, anche se si ritiene che il capodoglio si spinga più in profondità dei cogia. Tutte e tre le specie si nutrono di calamari, pesci e persino squali.
La gestazione dura dai 9 ai 15 mesi, a seconda della specie. L'unico piccolo rimane con la madre per almeno due anni, prima di essere svezzato. I Fiseteroidei raggiungono la piena maturità sessuale solo dopo diversi anni. Tutte le specie si riuniscono in pod o branchi, costituiti principalmente da femmine, piccoli e maschi adolescenti, ma tra i cogia le dimensioni dei pod sono generalmente più ridotte.

## Evoluzione
I più antichi fossili di Fiseteroidei conosciuti risalgono all'Oligocene superiore (circa 25 milioni di anni fa), ma la loro linea evolutiva si era separata da quella che avrebbe portato agli altri odontoceti, cioè delfini e focene, già nell'Eocene superiore.
La documentazione fossile suggerisce che i Fiseteroidei erano più comuni nel Miocene, periodo nel quale vissero diverse forme basali (come Zygophyseter e Brygmophyseter); altri generi fossili assegnati ai Fiseteridi sono Ferecetotherium, Helvicetus, Idiorophus, Diaphorocetus, Aulophyseter, Orycterocetus, Scaldicetus e Placoziphius, mentre generi fossili classificati tra i Kogidi sono Kogiopsis, Scaphokogia e Praekogia. I più antichi Kogidi conosciuti risalgono al Miocene superiore, circa 7 milioni di anni fa.
La stretta parentela tra Fiseteridi e Kogidi è stata confermata anche da recenti studi molecolari utilizzando il citocromo b mitocondriale; sulla base di queste analisi, i loro parenti più prossimi sono risultati essere da un lato gli Zifidi, dall'altro i misticeti e i Platanistidi. Lo stesso studio citato sostiene anche il raggruppamento di Fiseteridi e Kogidi in un'unica superfamiglia, i Fiseteroidei, come talvolta era già stato suggerito in precedenza. Bianucci e Landini (2006) hanno suggerito che Diaphorocetus, Zygophyseter, Naganocetus e Aulophyseter siano anteriori alla divisione dedotta tra Kogidi e Fiseteridi, quindi classificano tra i Fiseteridi solo quei generi successivi a tale divisione (secondo i dettami della cladistica).

## Classificazione

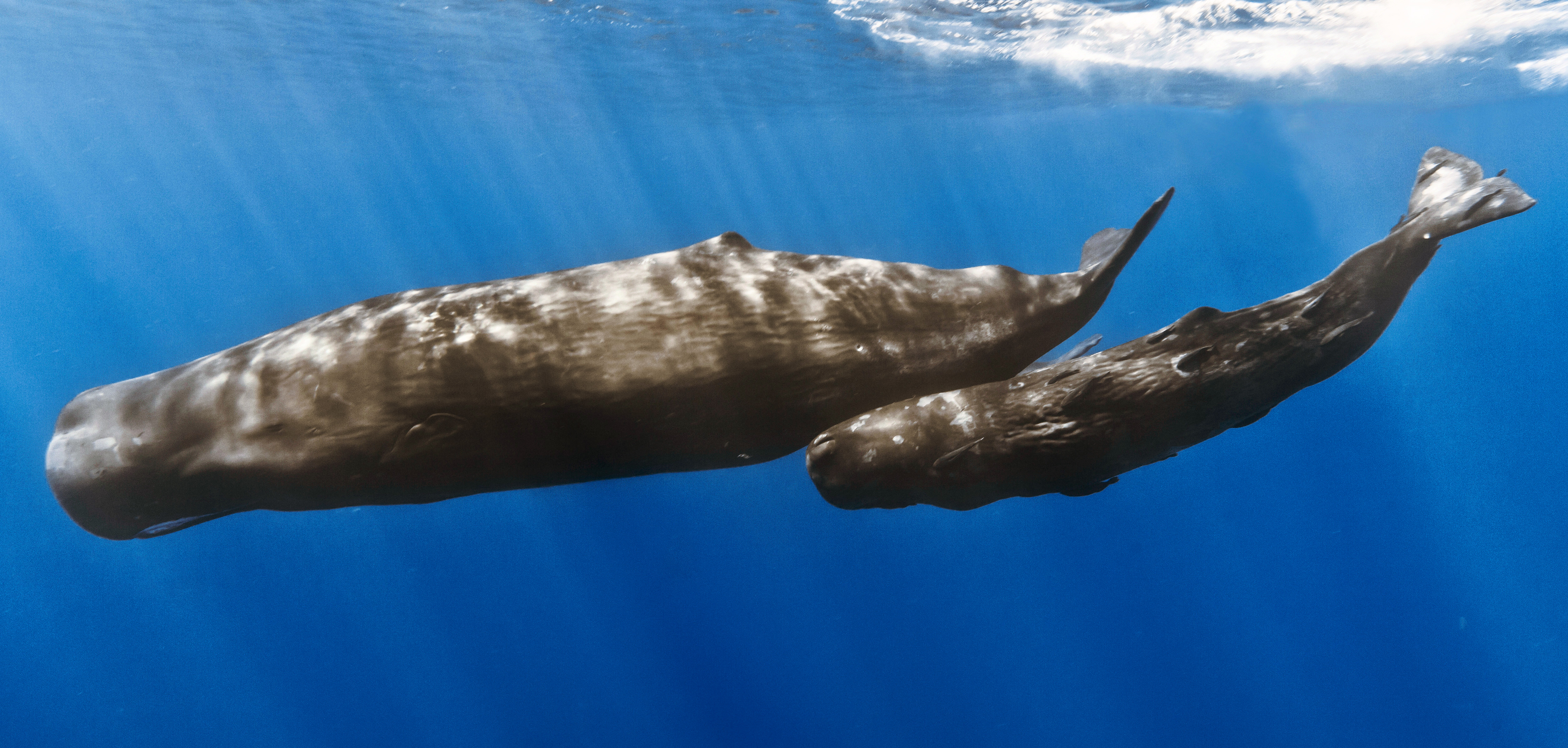
Femmina di capodoglio con il piccolo.

I Fiseteroidei appartengono agli odontoceti, il sottordine che comprende i delfini e tutti gli altri cetacei muniti di denti. L'ipotesi che i Fiseteroidei potessero essere un sister group dei misticeti è stata confutata dai dati molecolari e morfologici, che hanno così confermato la monofilia del gruppo. Attualmente tra i Fiseteridi viene collocata solo l'unica specie esistente del genere Physeter, mentre le due specie del genere imparentato Kogia, il cogia di De Blainville (K. breviceps) e il cogia di Owen (K. sima), vengono talvolta collocati in questa famiglia oppure sono collocati in una famiglia a sé, i Kogidi.
Di seguito l'elenco dei taxa conosciuti, attuali ed estinti (†):
- Physeteroidea
  - Fiseteroidi basali[11]
    - † Acrophyseter
    - † Albicetus
    - † Aulophyseter
    - † Brygmophyseter (= Naganocetus)
    - † Diaphorocetus
    - † Eudelphis
    - † Livyatan[12]
    - † Miophyseter[13]
    - † Orycterocetus
    - † Rhaphicetus[14]
    - † Zygophyseter

  - Physeteridae
    - † Cozzuoliphyseter[15]
    - † Ferecetotherium
    - † Helvicetus
    - † Idiophyseter
    - † Idiorophus
    - † Orycterocetus
    - Physeter

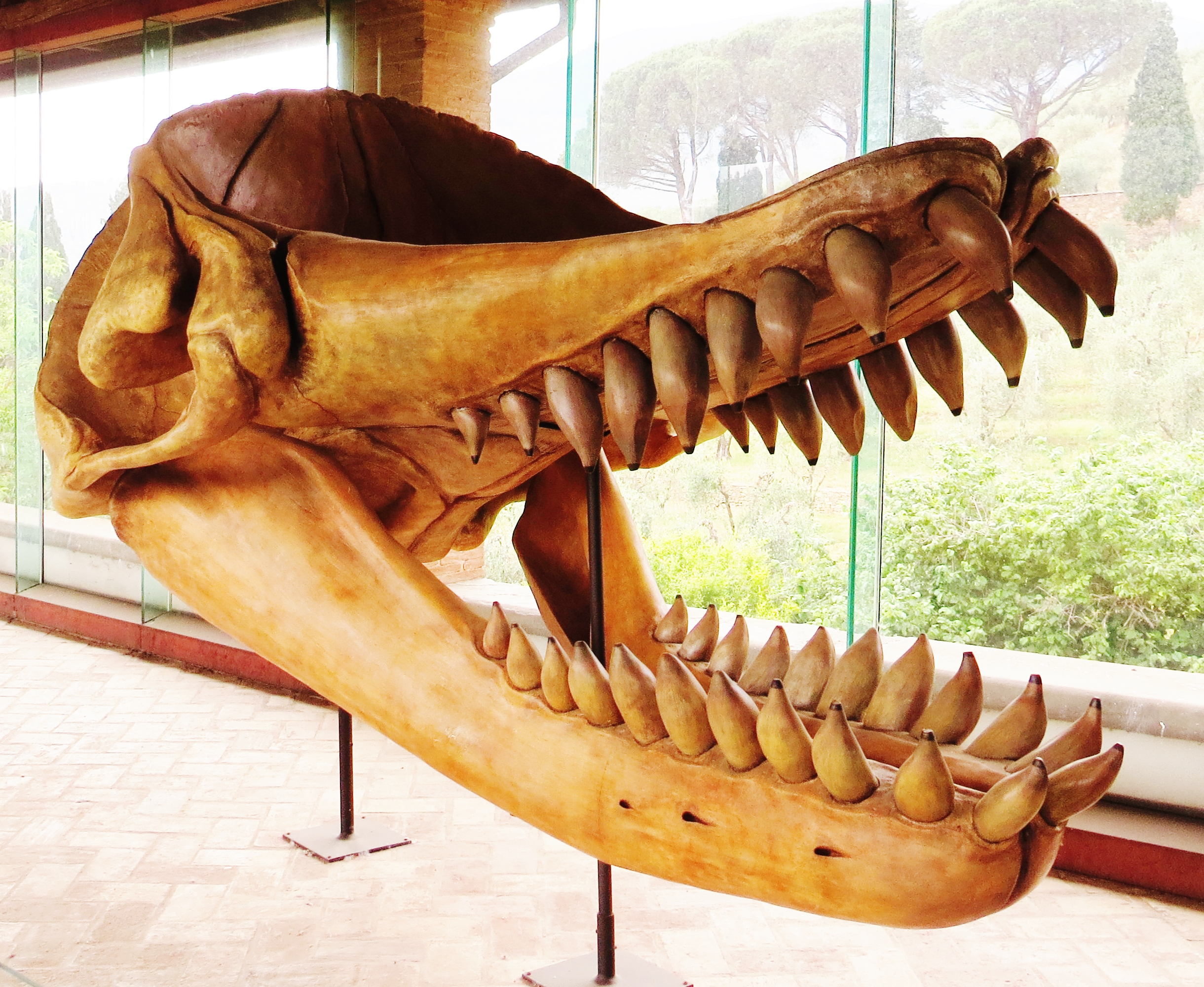
Cranio di Livyatan melvillei.

      - Physeter macrocephalus - capodoglio

    - † Physeterula
    - † Placoziphius[11]
    - † Preaulophyseter[16]
    - † Scaldicetus

  - Kogiidae
    - † Aprixokogia
    - Kogia
      - Kogia breviceps - cogia di de Blainville
      - Kogia sima - cogia di Owen
      - † Kogia pusilla

    - † Kogiopsis
    - † Praekogia
    - † Scaphokogia
    - † Thalassocetus[17]

### Nomina dubia
- † Eucetus
- † Graphiodon
- † Homocetus
- † Hoplocetus
- † Orcopsis
- † Palaeodelphis
- † Paleophoca
- † Physetodon
- † Physodon
- † Physotherium
- † Priscophyseter
- † Prophyseter
- † Scaptodon
- † Ziphoides